# Cologne Dodgers
I Cologne Dodgers sono stati una squadra di baseball e softball tedesca con sede a Colonia.

## Storia
Dopo la scissione dei Cologne Cardinals del 1983, i Dodgers parteciparono ai primi campionati della nuova Bundesliga perdendo la finale del 1984 contro i Mannheim Tornados. Nel 1990 disputarono la finale dei play-off contro i concittadini Cardinals, ma ebbero la peggio. L'anno dopo furono retrocessi e tornarono a giocare in massima serie soltanto nel 1996. Già nel 1998 arrivò però il primo titolo nazionale, conquistato in finale contro i Paderborn Untouchables. Seguirono altre quattro finali perse dal 2000 al 2003, la vittoria in coppa nazionale nel 2001 e il successo europeo in Coppa CEB in Croazia nel 2003. Tuttavia l'anno dopo andarono in bancarotta e cessarono di esistere.

## Palmarès
- Campionati tedeschi: 1

1998
- Coppe di Germania: 1

2001
- Coppa CEB: 1

2003

### Altri piazzamenti
- Campionato tedesco:

secondo posto: 1984, 1986, 1987, 1990, 2000, 2001, 2002
- Coppa di Germania:

finalista: 1997, 2003
- Coppa CEB:

terzo posto: 2001